# Bayerisches Kochbuch

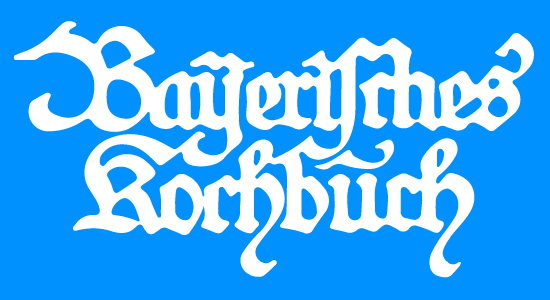
Der seit den 1930er Jahren gebräuchliche Schriftzug

Das Bayerische Kochbuch ist ein seit 1931 in mehr als 50 Auflagen erschienenes klassisches Kochbuch. Zusammen mit den Vorgängern des Titels kommt es auf eine Laufzeit von mehr als hundert Jahren. Es ist weniger ein Abbild einer traditionellen altbayerischen Küche als eine Zusammenstellung von in Bayern beliebten und bewährten Gerichten und einer laufend erneuerten Küchen- und Ernährungslehre, die nach wie vor auch in hauswirtschaftlichen Ausbildungen verwendet wird.

## Geschichte

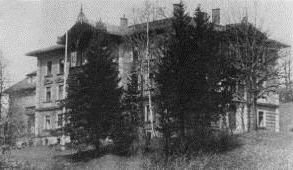
Wirtschaftliche Frauenschule in Miesbach

Als Vorgänger des Buches erschien im Jahr 1910 an der 1903 gegründeten Miesbacher Wirtschaftlichen Frauenschule das Kochbuch des Bayerischen Vereins für wirtschaftliche Frauenschulen auf dem Lande für junge Frauen und Hauswirtschaftslehrerinnen zur „Vernutzung in Wanderkochkursen“. Diese Wanderkochkurse wurden im Winter abgehalten (vgl. Winterschule), wenn die Arbeit auf dem Feld ruhte. Die Miesbacher Wanderlehrerinnen, oft sogenannte höhere Töchter, kamen mit mobiler Kochausrüstung in die Dörfer und unterrichteten Kochen und Hauswirtschaft.

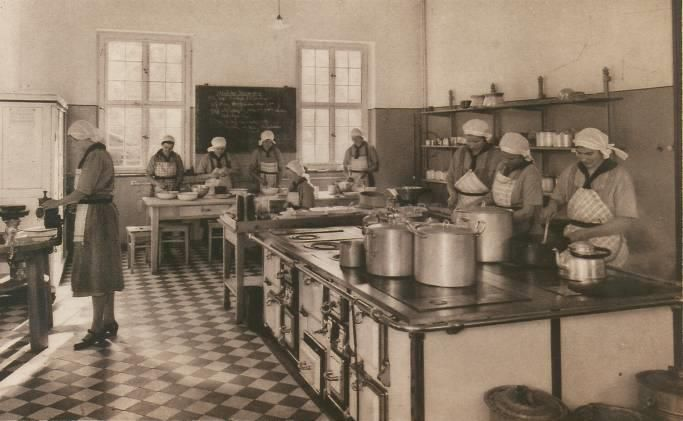
Lehrküche einer Reifensteiner Schule (Beinrode) um 1930

Die Wirtschaftliche Frauenschule in Miesbach wiederum stand in der Tradition der von der preußischen Adeligen Ida von Kortzfleisch angeregten Reifensteiner Schulen und spielte eine wichtige Rolle in der Frauenbildung in Bayern. Sie hatte mit dem Fehrhof auch einen landwirtschaftlichen Musterbetrieb. Damals war es um die Kochkunst in Bayern womöglich nicht sehr gut bestellt. Die Schriftstellerin Carry Brachvogel sah sich jedenfalls veranlasst, in einem Prospekt für die Wirtschaftliche Frauenschule die Notwendigkeit der genannten Kochkurse zu betonen:

„Dann wird Bayern seinen fest begründeten Ruf schlechter Küche verlieren und auch die breitesten Schichten werden lernen, dass es auch jenseits von Knödel und Einbrenne sehr bemerkenswerte kulinarische Provinzen gibt.“

1932 nahm sich ab der 14. Auflage die Miesbacher Lehrerin Maria Hofmann des Kochbuchs an und gab es fortan als Bayerisches Kochbuch heraus. Die 1904 geborene, ledige Offizierstochter betreute das Bayerische Kochbuch bis zu ihrem Tod im Jahr 1998. Hofmann wird noch heute mit dem Titel Oberregierungs-Landwirtschaftsrätin a. D. als Autorin aufgeführt.
Seit den 1960er-Jahren ist ihr Neffe, der Professor für Innere Medizin Helmut Lydtin, beteiligt und mittlerweile der Herausgeber. Lydtin lernte das Buch bei einem Forschungsaufenthalt in den USA kennen, wo er sich bei seiner Familie über das lokale Essen beschwert hatte. Der Anfänger erhielt das Kochbuch seiner Tante und lernte damit kochen. Das im Jargon auch Schwiegertochterretter, Kochbibel oder, aufgrund des charakteristischen Einbands, Bayrisch Blau genannte Werk erscheint im einst nur dafür gegründeten Birken-Verlag. Es hat mittlerweile eine Gesamtauflage von gut 1,6 Millionen, jährlich werden nach wie vor über 20.000 Exemplare verkauft. Die Miesbacher Frauenschule ist heute Teil des Berufsbildungszentrums Miesbach; das Bayerische Kochbuch wird dort und in anderen Einrichtungen nach wie vor zur Ausbildung verwendet.
Das Bayerische Kochbuch ist eine Fundgrube für Zeitgeist und kulturgeschichtliche Entwicklungen. Unter anderem hatten die Weltkriege sowie der Nationalsozialismus Einfluss auf Rezepte und Wortverwendungen. Französische Lehnwörter wurden durch deutsche Begriffe ersetzt, so etwa Kartoffelpüree durch Kartoffelbrei, Eintöpfe wurden propagiert, der Duktus der Vorworte änderte sich. 1938 wandte sich zwar das Vorwort stramm an die „Frau, die in vorderster Front steht“ und verlangte, „Zutaten aus deutschem Boden“ zu bevorzugen. Da Maria Hofmann aber einen weiten Horizont hatte, wurde gleichzeitig der Rezeptteil um eine Reihe betont internationaler Gerichte wie Porridge oder Truthahn Indien, gebraten erweitert.

## Das Bayerische Kochbuch

### Layout
Es gibt kaum Abbildungen im Buch, erst 1953 wurden die ersten Illustrationen aufgenommen. Die charakteristischen Einbandfarben (Blau ist erst 1971 in Gebrauch) wurden gelegentlich geändert, gleichzeitig auch immer das Format. Der erste Band war in Gelbleinen gebunden, auch die 36. Auflage von 1966, die 3. Auflage von 1916 dagegen trug einen grünen Umschlag. Den Schriftzug, der bis heute das Markenzeichen des Bayerischen Kochbuchs ist, schuf der Schriftkünstler Emil Preetorius.

### Inhalt
Die gut 1700 Grundrezepte sind knapp gehalten. Das Buch enthält eine fundierte Küchenkunde und eine Reihe von Hinweisen und Tabellen für moderne Ernährungslehre und die Abstimmung von Menüs für Feste, Rezepte für Krankenkost und Diäten für verschiedene Zivilisationskrankheiten wie Übergewicht oder Diabetes mellitus. Mittlerweile findet sich auch ein Kapitel zu alkoholischen Getränken, in dem auch deutliche Warnungen enthalten sind: „Jedoch ist Alkohol ein außerordentlich gefährlicher und sehr teurer Kalorienspender.“. Auch eine vierseitige „Kleine Mikrowellenkunde“ und Hinweise zum Recycling von Alufolie wurden aufgenommen. Nach wie vor enthalten ist das Kapitel „Die Kunst des rechten Würzens“. Ein alphabetisches Register erleichtert die Suche.

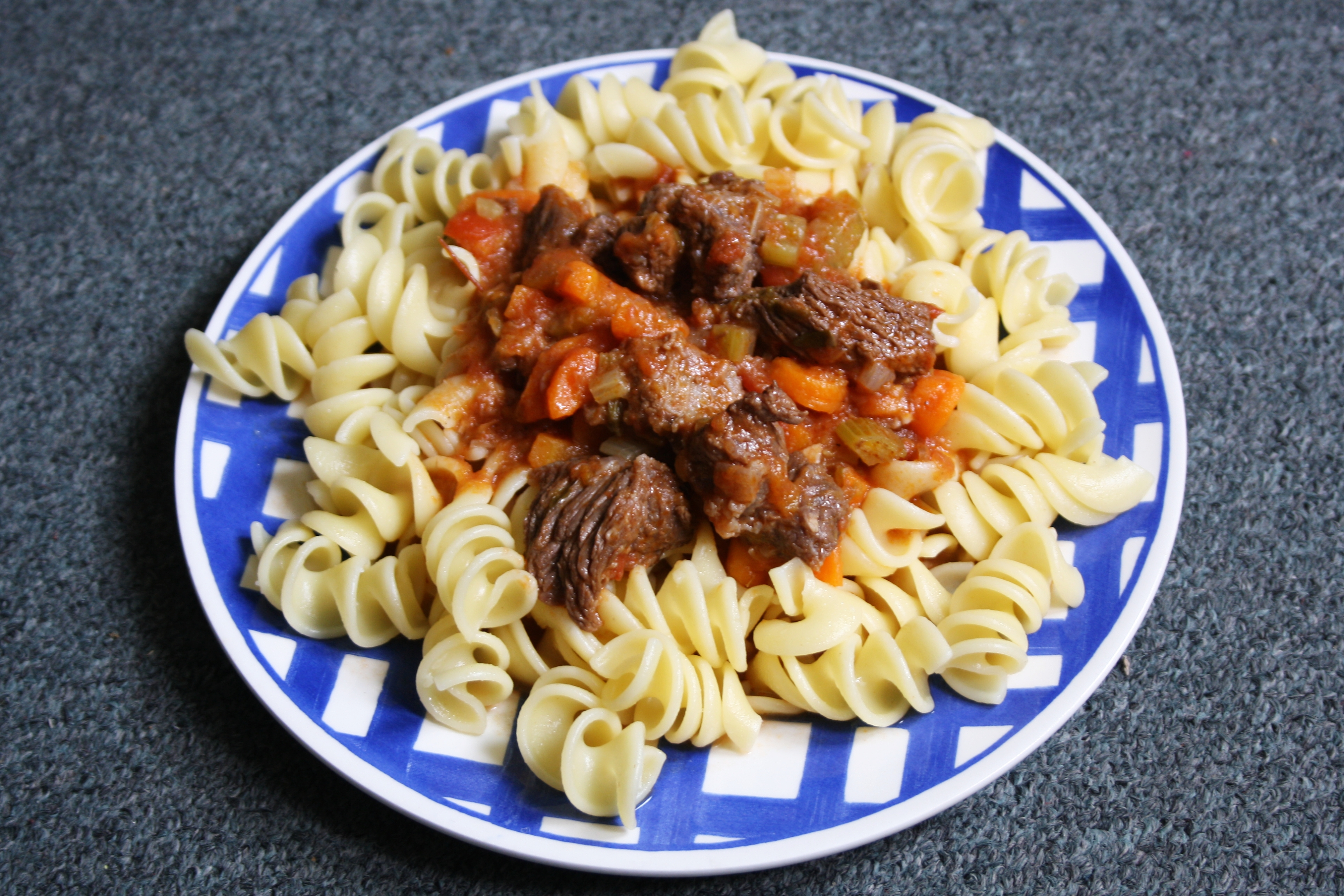
Italienische Sauce auf weiß-blauem Teller

Das Buch enthält Rezepte für typisch süddeutsche Gerichte wie Apfelstrudel, Knienudeln, gebackenes Euter oder die Eigenherstellung von Milzwurst, ist aber nicht auf Spezialitäten der bayerischen Küche ausgerichtet, sondern auf eine effiziente und vielseitige Haushaltsführung. Unter Rezept 938, Tomatensoße italienische Art, findet sich etwa auch die Sauce bolognese, ebenso wurden in den 1970ern Rezepte für Toast Hawaii oder Pizza oder ein „Diplomaten-Salat“ mit Champignons und Dosenananas eingefügt. Tomaten wurden bereits vor dem Ersten Weltkrieg erwähnt, was ungewöhnlich war, ebenso eine Vielzahl von vegetarischen Gerichten einschließlich vegetarischem Hirn. Hofmann nahm unter anderem Empfehlungen und ein Salatrezept des dänischen Ernährungspioniers Mikkel Hindhede mit auf. Der Vorschlag, bei Tiefkühlhähnchen das Auftauwasser aufzuheben und für die Soße zu verwenden, ist aber nicht mehr in den aktuellen Auflagen enthalten.
Nur selten wurden Rezepte aus dem inzwischen fast 1000 Seiten starken Kochbuch herausgenommen, so etwa die Kutteln in den 1960er-Jahren.

### Sprache
Das Buch verwendet eine Reihe von bairischen Wendungen wie Topfen. Der Ton ist gelegentlich unfreiwillig komisch, was an Kommandos wie Röhre nicht öffnen! Garprobe! oder Ratschlägen wie Erhöhte Rationalisierung erfordert erhöhte Denkleistung deutlich wird. Bei den beispielhaften Menüvorschlägen für warme Festessen finden sich leicht antiquiert formulierte Ratschläge wie Kosten werden besser vorher berechnet als nachher bedauert. oder Der Arbeitsaufwand darf das Leistungsvermögen nicht übersteigen, er darf nicht zur Strapaze für die Hausfrau werden. Arbeitsspitzen kurz vor dem Anrichten unter allen Umständen vermeiden, denn sie bewirken Hetze, Aufregung und gefährden das Gelingen.

### Ausgaben
- Maria Hofmann, Helmut Lydtin: Bayerisches Kochbuch. 56. Auflage. Birken-Verlag, München 2007, ISBN 978-3-920105-04-8.

## Rezeption
Das Bayerische Kochbuch ist das erfolgreichste bayerische Buch aller Zeiten. 2015 war seine Geschichte Gegenstand einer kleinen Ausstellung im historischen Gebäude der ehemaligen Frauenschule im Staatlichen Beruflichen Schulzentrum in Miesbach. Im Rahmen eines Forschungsprojekts untersucht die Sprachwissenschaftlerin Regina Frisch die Veränderungen des Buches im Laufe der verschiedenen Auflagen ebenso wie die Erwähnung in Romanen und anderer Literatur.